# تبلیغات دروغین

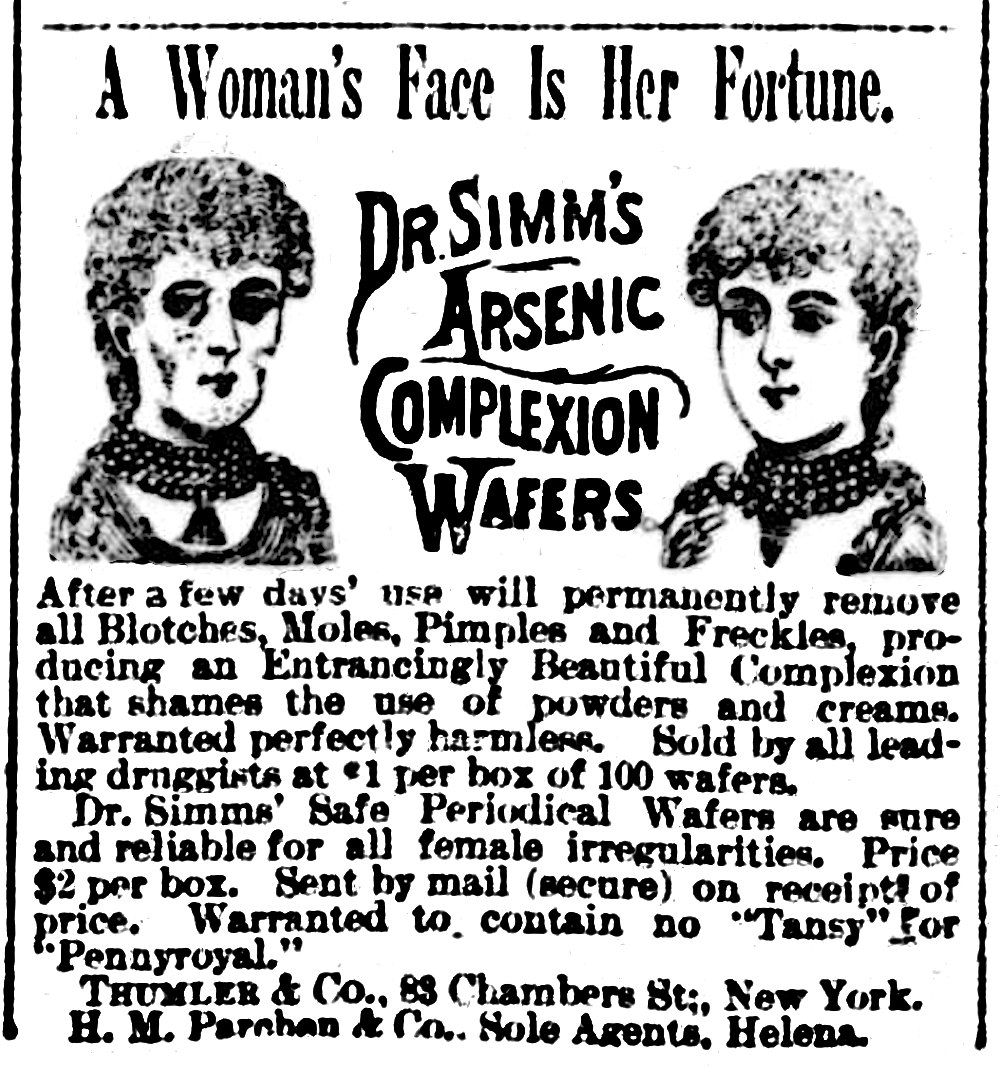
یک آگهی روزنامه‌ای در سال ۱۸۸۹ برای تبلیغ ویفرهای آرسنیکی "کاملا بی‌ضرر" که ادعا می‌کند "استفادهٔ چند روزه از آن‌ها "طیف گسترده‌ای از مشکلات پوستی را برای همیشه از بین می‌برد. آرسنیک در دوران ویکتوریا به‌عنوان ماده‌ای سمی شناخته شده بود.

تبلیغات دروغین عبارت است از انتشار، چاپ، مخابره یا پخش علنی یک آگهی حاوی ادعا یا بیانیهٔ نادرست، که عمداً (یا با بی‌توجهی) برای ترویج فروش مال، کالا یا خدمات ایجاد شده‌است. برخی از دولت‌ها مقرراتی برای محدود کردن این‌گونه تبلیغات وضع کرده‌اند.

## انواع فریب

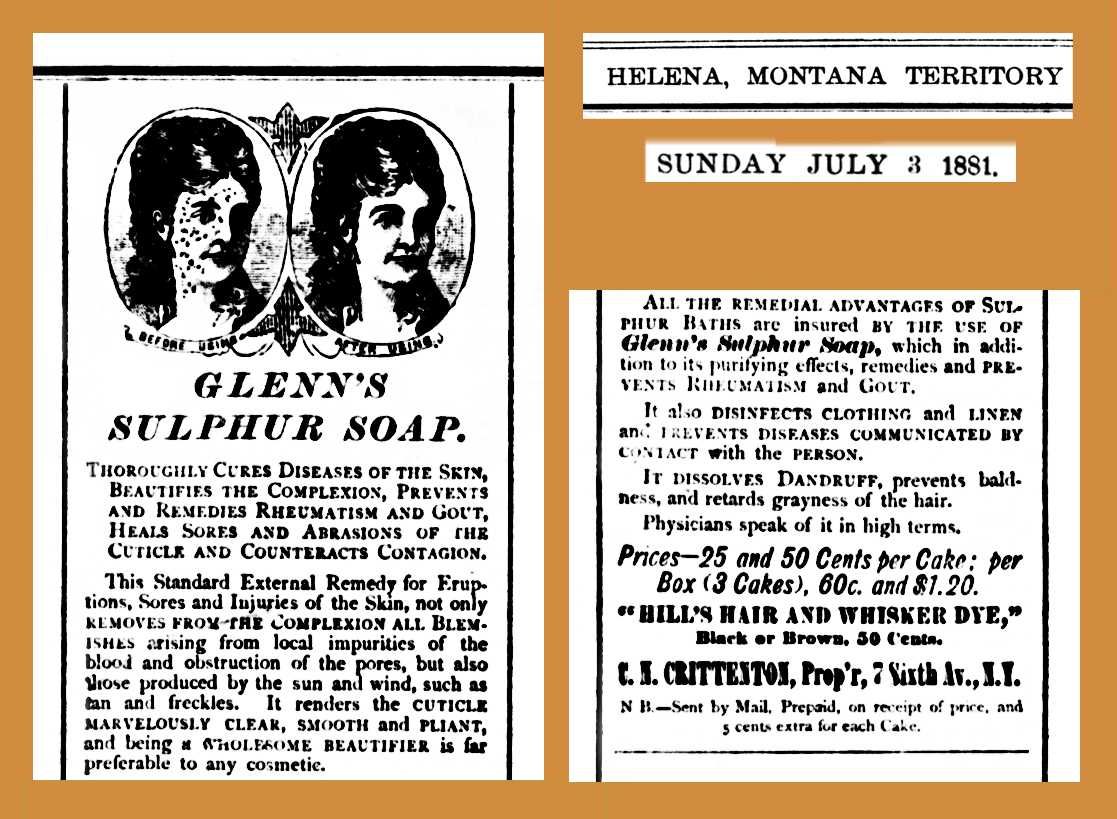
گوگرد با فعالیت ضد قارچی، ضد باکتریایی و کراتولیتیک، برای آکنهٔ ولگاریس، روزاسه، درماتیت جسبوره‌ای، شورهٔ سر، پیتریازیس ورسیکالر، گال و زگیل مورد استفاده بود. این آگهی اما در سال ۱۸۸۱ ادعا می‌کرد که گوگرد در برابر روماتیسم، نقرس و طاسی مؤثر است.

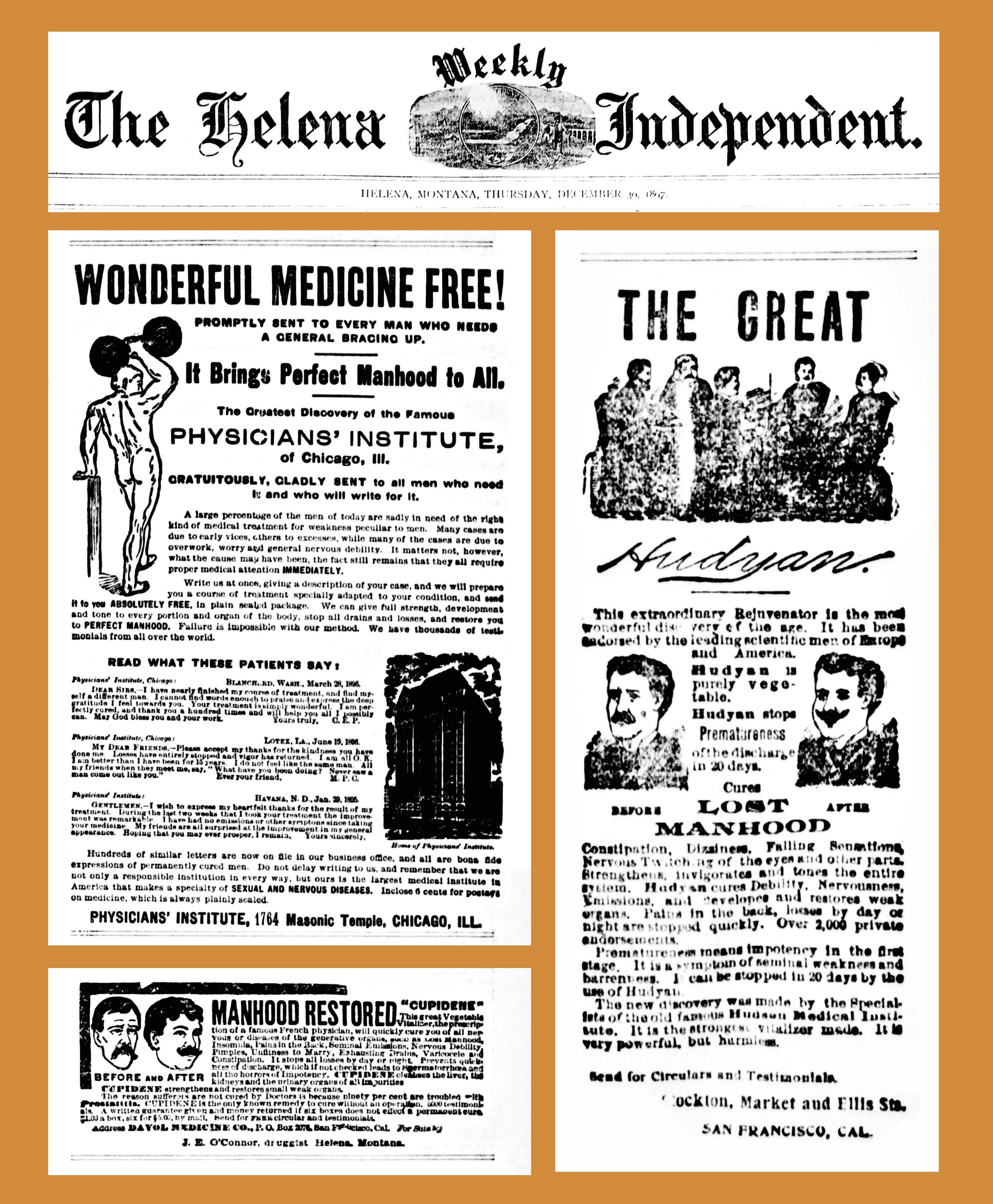
سه آگهی در مورد عملکرد جنسی مردان در یک روزنامه در سال ۱۸۹۷. یکی از آگهی‌ها مدعیست که «مردانگی کامل را بازیابی می‌کند. و مدعیست شکست با روش ما غیرممکن است». آگهی‌های دیگر مدعی هستند که «به‌سرعت تمام بیماری‌های عصبی و مواردی چون از دست دادن مردانگی، بی‌خوابی، کمردرد، ناتوانی‌های عصبی، جوش، واریکوسل و یبوست را درمان می‌کنند».

تبلیغات دروغین می‌تواند یکی از دو گونهٔ کلی زیر را داشته باشد: ممکن است به‌طور سهوی یا به‌طور عمدی نادرست و گمراه‌کننده باشد. هر دو گونه تبلیغات ممکن است به روش‌های مختلفی ارائه شوند.

### دستکاری عکس
دستکاری عکس تکنیکی است که اغلب در زمینهٔ لوازم آرایشی و برای تبلیغات کاهش وزن برای تبلیغ نتایج نادرست (یا غیر معمول) و ایجاد تصور نادرست از قابلیت‌های یک محصول به مصرف‌کنندگان استفاده می‌شود. دستکاری عکس می‌تواند درک مخاطب از اثربخشی یک محصول را تغییر دهد. برای نمونه، در تبلیغات آرایشی ممکن است از عکس‌های روتوش‌شده استفاده شود. برخی از تکنیک‌های دستکاری به‌خاطر ارزش هنری چشمگیر آن‌ها مورد تحسین قرار می‌گیرند اما برخی دیگر مورد تمسخر و تحقیر قرار می‌گیرند.
کارمزدهای پنهان می‌تواند راهی برای شرکت‌ها باشد تا مصرف‌کنندگانِ ساده را فریب دهند تا برای محصولی که با قیمت خاصی تبلیغ شده‌است، سود بیشتری را بدون افزایش قیمت محصول بپردازند. مبهم نمایش دادن هزینه‌ها و عدم ذکر برخی هزینه‌های اضافی مانند هزینه‌های حمل و نقل هنگام فهرست کردن قیمت کالاها به‌صورت آنلاین از روش‌های تبلیغات دروغین هستند.

### پُرکننده‌ها و بسته‌بندی‌های بزرگ
برخی از محصولات با پُرکننده به فروش می‌رسند، مثلاً موادی مانند گوشتابه یا آب‌نمک (تا ۱۵ درصد) در برخی مواد غذایی تزریق می‌شوند. یا مالت و ژامبون به‌عنوان پرکننده در کرهٔ بادام زمینی استفاده شده‌است. ۱۰ برخی از محصولات نیز ممکن است در یک ظرف بزرگ که بخش زیادی از آن خالی است عرضه شوند.

### جعل کیفیت و محل تولید محصول
شکل دیگری از تبلیغات فریبنده، جعل کیفیت یا منشأ یک محصول است. اگر تبلیغ‌کننده‌ای محصولی را با کیفیتی به‌خصوص نمایش دهد اما بداند محصولش دارای نقص است یا کیفیت آن از تبلیغات انجام‌شده کمتر است، به دروغ آن محصول را تبلیغ کرده‌است. تولیدکنندگان همچنین ممکن است در مورد محل تولید یک محصول دروغ بگویند.

### ادعاهای درمانی گمراه‌کننده

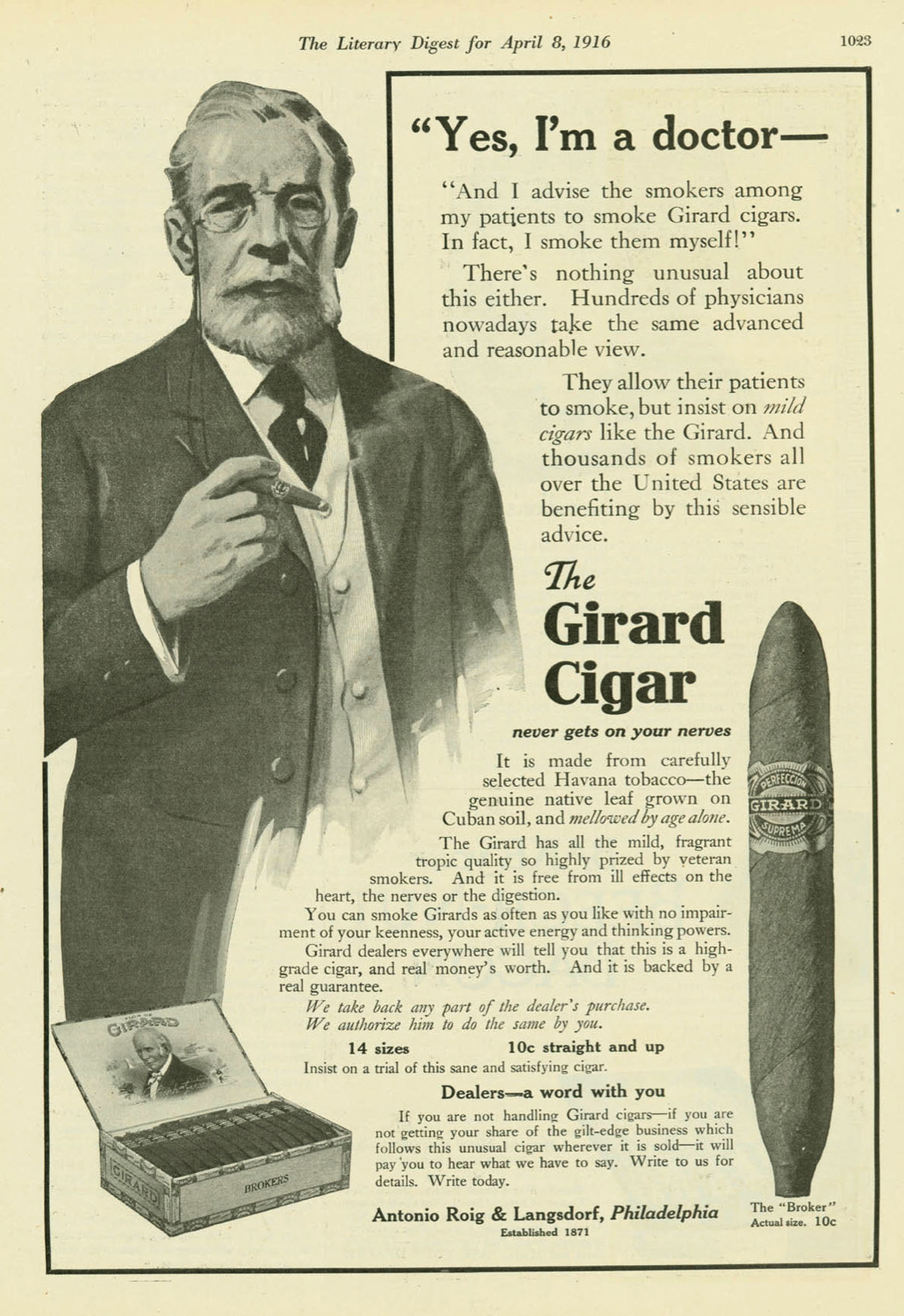
تبلیغی در سال ۱۹۱۶ که نشان می‌دهد یک پزشک خیالی یک برند سیگار برگ را تأیید می‌کند. در آن زمان، چنین تبلیغاتی، نقض اخلاق پزشکی تلقی می‌شد و پزشکان تبلیغ‌کننده در خطر از دست دادن مجوز خود بودند.

برچسب‌های «رژیم غذایی»، «کم‌چربی»، «بدون قند»، «سالم» و «مفید برای مصرف‌کننده» اغلب با محصولاتی مرتبط هستند که ادعا می‌کنند سلامت را بهبود می‌بخشند. تبلیغ‌کنندگان که از تمایل مصرف‌کنندگان برای زندگی سالم‌تر و طولانی‌تر آگاه هستند، محصولات خود را بر این اساس توصیف می‌کنند. تبلیغات غذا بر ترجیحات مصرف‌کننده و عادات خرید تأثیر می‌گذارد، برجسته کردن برخی از مواد تشکیل‌دهنده ممکن است مصرف‌کنندگان را گمراه کند و آن‌ها گمان کنند که در حال خرید محصولاتی سالم هستند درحالی‌که در واقع این‌گونه نیست. ماست Activia تولید شرکت دانون به‌عنوان تقویت‌کنندهٔ دستگاه ایمنی تبلیغ و با قیمت بسیار بالاتری فروخته می‌شد. این شرکت پس از طرح دعوی قضایی به پرداخت ۴۵ میلیون دلار غرامت به مصرف‌کنندگان محکوم شد.
شرکت‌های مواد غذایی ممکن است به‌دلیل استفاده از تاکتیک‌های فریبندهٔ زیر مورد پیگرد قانونی قرار گیرند:
- برجسته کردن یک مادهٔ مفید در بسته‌بندی محصول با یک علامت بزرگ (مانن یک "تیک") در کنار آن[۱۷]
- استفاده از واژه‌هایی چون سالم و طبیعی که ادعای راسو تلقی می‌شوند.[۱۸][۱۹]
- استفاده از واژه‌های گمراه‌کننده یا دروغین[۱۷][۲۰]

بسیاری از تبلیغات در ایالات متحده برای مکمل‌های غذایی شامل نوشته‌ای به‌عنوان سلب مسئولیت است مثلاً: «این محصول برای تشخیص، درمان، بهبود یا پیشگیری از بیماری نیست» زیرا محصولاتی که برای تشخیص، درمان، بهبود یا پیشگیری از بیماری در نظر گرفته شده‌اند باید تحت آزمایش و تصویب و دریافت مجوز سازمان غذا و داروی ایالات متحده قرار گیرند.

### تبلیغات مقایسه‌ای
شرکت‌ها می‌توانند از تعدادی از تکنیک‌های تبلیغاتی استفاده کنند و مدعی شوند که محصولاتشان بهترین محصول موجود است. یکی از رایج‌ترین تاکتیک‌های بازاریابی، تبلیغات مقایسه‌ای است که در آن «برند تبلیغ‌شده به صراحت با یک یا چند برند رقیب مقایسه می‌شود و این مقایسه برای مخاطبان آشکار است».
در ایالات متحده کد USCA §۱۱۲۵ در سال ۲۰۱۲ به‌عنوان الحاقیه‌ای به قانون لانهام تصویب شد که مسائل مربوط به تبلیغات مقایسه‌ای را روشن می‌کند. بر پایهٔ این الحاقیه هرکس از واژه‌ها، نمادها یا توصیفات گمراه‌کننده از واقعیت در تجارت استفاده کند که احتمالاً باعث سردرگمی مصرف‌کننده در مورد محصول خود شود یا ماهیت، ویژگی‌ها یا کیفیت محصول خود (یا دیگران) را نادرست معرفی کند، مسئولیت مدنی دارد. در ایالات متحده همچنین تبلیغاتی که توصیف نادرستی از واقعیت ارائه کنند، بدون نیاز به مدرکی اضافی، فریبنده تلقی می‌شوند. اما هنگامی که یک تبلیغ، ادعایی واقعی (اما گمراه‌کننده) می‌کند، به شواهدی مبنی بر سردرگمی دست‌کم یک مصرف‌کنندهٔ معمولی نیاز است.

## اغراق کردن
اغراق کردن در مورد ارزش یک محصول با عبارات بی‌معنی یا غیرمستند مبتنی بر نظرات شخصی و نه واقعیت‌ها یا دستکاری داده‌ها از موارد تبلیغات فریبنده هستند. مثال‌ها عبارت‌اند از: «بزرگ‌ترین تمام دوران‌ها»، «بهترین در شهر» و «فراتر از این دنیا» یا ادعای یک رستوران مبنی بر این‌که «بهترین غذای جهان» را دارد.

### دستکاری اصطلاحات

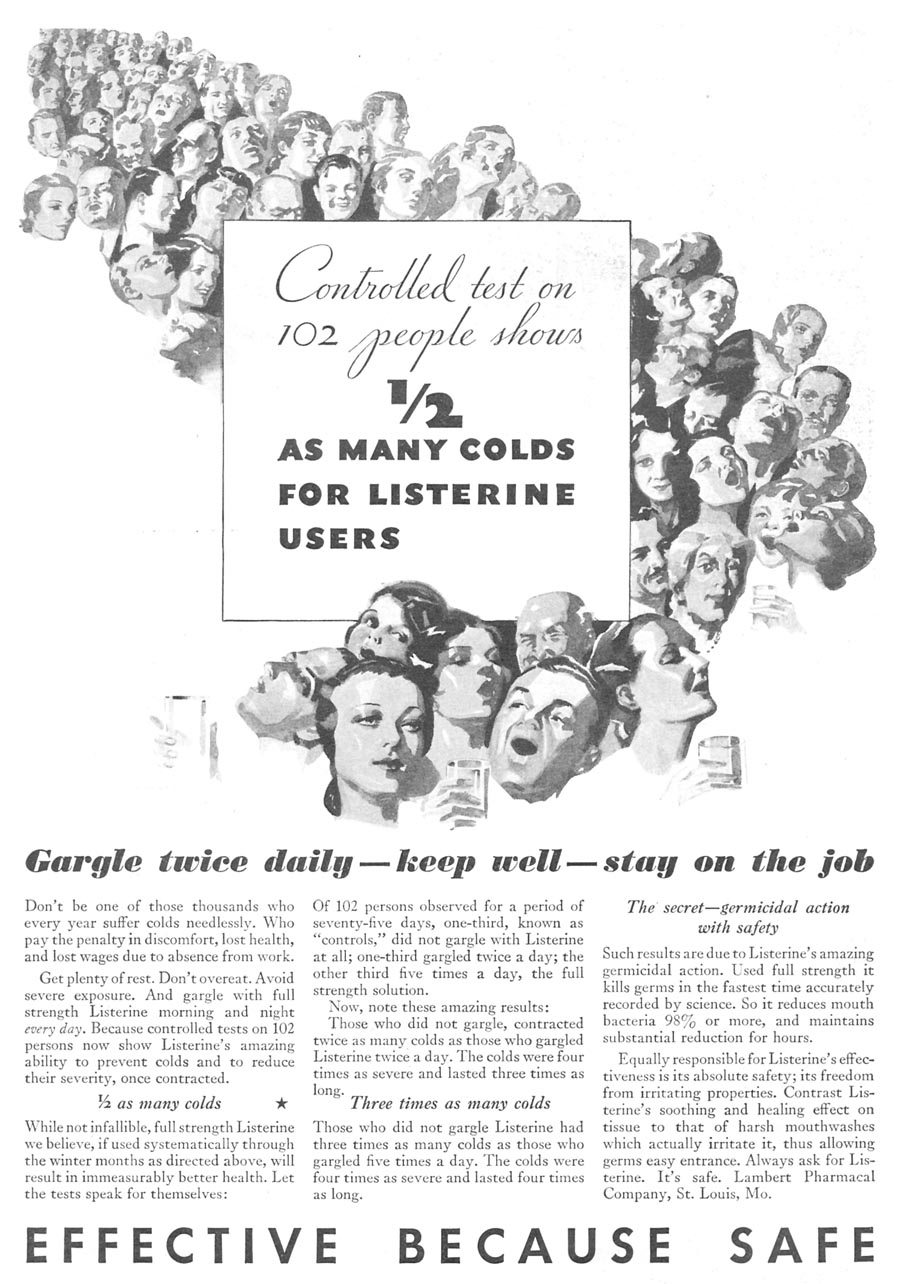
آگهی لیسترین در سال ۱۹۳۲. کمیسیون فدرال تجارت دریافت که ادعای مطرح‌شده در این تبلیغ در مورد کاهش احتمال ابتلا به سرماخوردگی، نادرست است.

اصطلاحات مورد استفاده در تبلیغات ممکن است به‌طور غیر دقیق استفاده شوند. بسته به کشور یا حوزهٔ قضایی، غذای " ارگانیک " ممکن است تعریف قانونی روشنی نداشته باشد. یا واژهٔ "لایت" برای توصیف غذاهای کمکالری، قند، کربوهیدرات، نمک و گران‌روی استفاده شده‌است. برچسب‌هایی مانند "تمام طبیعی" نیز استفاده می‌شود که اساساً بی‌معنی است.
پیش از قانون پیشگیری از مصرف سیگار و کنترل دخانیات در خانواده در ایالات متحده، شرکت‌های دخانیات به‌طور مرتب از عباراتی مانند قطران کم، لایت (سبک)، اولترالایت (فوق سبک) و ملایم استفاده می‌کردند تا به این معنی باشد که چنین محصولاتی اثرات مضر کمتری بر سلامتی دارند. در سال ۲۰۰۹، ایالات متحده تولیدکنندگان را از برچسب زدن به محصولات تنباکو با این شرایط منع کرد.

### مقایسهٔ ناقص
«بهتر» به این معناست که یک مورد به نحوی بر دیگری برتری دارد؛ «بهترین» به این معناست که به نحوی بر سایرین برتری دارد. تبلیغ‌کنندگان اغلب نمی‌توانند مبنای مقایسهٔ محصولات (مانند قیمت، اندازه یا کیفیت) و «بهتر» بودن را مشخص کنند که محصول با چه چیزی مقایسه می‌شود (محصول رقیب، نسخهٔ قبلی محصول آن‌ها و…). بدون تعریف اصطلاحات «بهتر» و «بهترین» این‌گونه تبلیغات، بی‌معنی می‌شوند. تبلیغی که می‌گوید «داروی سرماخوردگی ما بهتر است» می‌تواند این ادعا را داشته باشد که نسبت به مصرف هیچ‌چیز بهتر است.

### مقایسهٔ ناسازگار
در یک مقایسهٔ ناسازگار، یک آیتم تنها از نظر ویژگی‌های مطلوب خود با دیگران مقایسه می‌شود و این تصور نادرست را منتقل می‌کند که بهترین محصول است. یکی از انواع آن وب‌سایتی است که رقبایی را فهرست می‌کند که قیمت آن‌ها برای یک کالای خاص بالاتر است، بدون اشاره و توجه به رقبایی که قیمت آن‌ها پایین‌تر است.

### تصاویر گمراه‌کننده
برای مثال، برخی از عکس‌های تبلیغاتی همبرگر این تصور را القا می‌کنند که غذا بزرگ‌تر از چیزی است که واقعاً هست و غذاها به‌طور غیرواقعی اشتهاآور به‌نظر می‌رسند. محصولاتی که به‌صورت مونتاژ نشده یا ناتمام فروخته می‌شوند ممکن است تصویری از محصول نهایی داشته باشند، بدون تصویری از آنچه که مشتری واقعاً می‌خرد. یا تبلیغات بازی‌های ویدیویی ممکن است شامل فیلم‌های کوتاه CGI و تبلیغاتی باشند که گرافیک بسیار بهتری نسبت به بازی واقعی دارند.

### رنگ‌آمیزی دروغین
مصرف‌کنندگان ممکن است کالایی را بر اساس رنگی که در یک آگهی دیده‌اند خریداری کنند.
یکی از انواع بسته‌بندی‌ها، بسته‌بندی است که رنگ مواد غذایی درون بسته را مبهم می‌کند، مانند کیسه‌های توری قرمز که پرتقال‌های زرد یا گریپ‌فروت را در خود جای داده‌اند که اشتباهاً به‌نظر می‌رسد میوه‌ها نارنجی رسیده یا قرمز هستند. هم زدن منظم گوشت چرخ‌کرده در محل فروش می‌تواند باعث شود سطح گوشت، قرمز بماند (و تازه به نظر برسد). سطح گوشت با گذشت زمان اکسید و قهوه‌ای می‌شود و اگر هم زده نشود سن واقعی آن مشخص می‌شود.

### بدون مواد شیمیایی
تعدادی از محصولات با نوعی از عبارت «بدون مواد شیمیایی» یا «عاری از مواد شیمیایی» تبلیغ می‌شوند. از آنجایی که همه چیز روی زمین از مواد شیمیایی تشکیل شده‌است به جز چند ذرهٔ بنیادی که در اثر واپاشی هسته‌ای تشکیل شده‌اند یا در مقادیر اندکی از باد خورشیدی و نور خورشید وجود دارند، یک محصول بدون مواد شیمیایی غیرممکن است. به‌جای آن، یک برچسب می‌تواند نشان دهد که یک محصول حاوی هیچ مادهٔ شیمیایی مصنوعی یا بسیار مضری نیست، اما از آنجایی که واژهٔ «شیمیایی» دارای یک بار معنایی است، اغلب بدون توضیح استفاده می‌شود.

### جلب و تغییر
این نوع تبلیغات در زمینه‌های دیگر نیز استفاده می‌شود؛ مثلاً در یک آگهی استخدام آنلاین، یک نامزد بالقوه ممکن است در مورد شرایط کار، دستمزد یا سایر متغیرها فریب بخورد. یا یک شرکت هواپیمایی ممکن است یک مسافر بالقوه را به پروازی گران‌تر هدایت کند. جلب و تغییر در برخی کشورها مانند استرالیا می‌تواند مجازات قانونی شدیدی در پی داشته باشد.

### بدون خطر
تبلیغ‌کنندگان گاه به دروغ ادعا می‌کنند که هیچ خطری در به‌کارگیری از محصول آن‌ها وجود ندارد.

## فریب روانی

### نورون‌های آینه‌ای

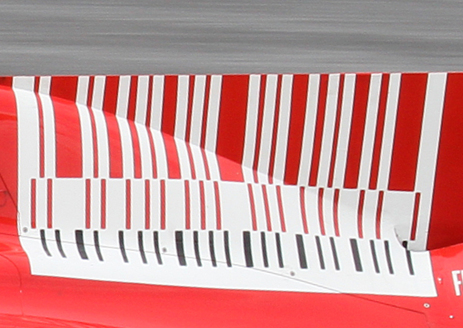
تبلیغات سابلیمینال با بارکد مارلبرو در فراری اف۱۰ فرناندو آلونسو

نورون‌های آینه‌ای در چندین بخش از مغز انسان یافت می‌شوند. آن‌ها مسئول انعکاس یک رفتار (یا حرکت) دیده شده در دیگران هستند. در بازاریابی، از نورون‌های آینه‌ای برای تحریک مصرف‌کنندگان برای انجام کارهایی استفاده می‌شود که در تبلیغات انجام می‌شوند.

### تبلیغات سابلیمینال
در تبلیغات سابلیمینال، محصولات (یا ایده‌ها) برای مصرف‌کنندگان بدون اطلاع آن‌ها تبلیغ می‌شود. هدف آن، ترغیب مصرف‌کننده به خرید کالای تبلیغاتی است درحالی‌که از تحت تأثیر قرار گرفتن آن‌ها در خرید مطلع نیستند. در این شکل از تبلیغات از وضعیت سابلیمینال مصرف‌کننده سوءاستفاده می‌شود.